# Glenn Miller
Glenn Miller   (Clarinda, 1 de març de 1904 - canal de la Mànega, 15 de desembre de 1944) va ser un trombonista, arranjador, compositor i cap de banda estatunidenc de big-bands en l'era del swing. Va ser l'artista discogràfic més venut del 1939 al 1942, dirigint una de les grans bandes més conegudes. Els enregistraments de Miller inclouen "In the Mood", "Moonlight Serenade", "Pennsylvania 6-5000", "Chattanooga Choo Choo", "A String of Pearls", "At Last", "(I've Got a Gal In) Kalamazoo", "American Patrol", "Tuxedo Junction", "Elmer's Tune", "Little Brown Jug" i "Anvil Chorus". En només quatre anys Glenn Miller va aconseguir 16 discos número u i 69 al top 10s, més que Elvis Presley (38 top 10s) i The Beatles (33 top 10s) van fer-ho a la seva carrera
El 1942, Miller es va oferir voluntari per unir-se a l'exèrcit dels EUA per entretenir les tropes durant la Segona Guerra Mundial, acabant amb les Forces Aèries de l'Exèrcit dels Estats Units. El 15 de desembre de 1944, mentre volava a París, l'avió de Miller van desaparèixer amb mal temps sobre el Canal de la Mànega. Se li va concedir a títol pòstum la medalla de l'Estrella de Bronze.

## Primera vida i carrera
Fill de Mattie Lou (nascuda Cavender) i de Lewis Elmer Miller, Glenn Miller va néixer a Clarinda, Iowa. Va assistir a l'escola primària a North Platte, a l'oest de Nebraska. El 1915, la seva família es va traslladar a Grant City, Missouri. En aquesta època, havia guanyat prou diners de munyir vaques per comprar el seu primer trombó i tocava a l'orquestra de la ciutat. Va tocar la corneta i la mandolina, però va passar al trombó el 1916. El 1918, la família Miller es va traslladar de nou, aquesta vegada a Fort Morgan, Colorado, on va anar a l'escola secundària. A la tardor de 1919, es va unir a l'equip de futbol americà de l'escola secundària, Maroons, que va guanyar la conferència de futbol americà del nord de Colorado el 1920. Va ser nomenat Millor extrem esquerre a Colorado. Durant el seu darrer any, es va interessar per la "música de la banda de ball". Estava tan pres que va formar una banda amb alguns companys de classe. Quan es va graduar de secundària el 1921, havia decidit convertir-se en músic professional.
El 1923, Miller va ingressar a la Universitat de Colorado a Boulder, on es va unir a la fraternitat Sigma Nu. Va passar la major part del temps fora de l'escola, assistint a audicions i tocant qualsevol concert que pogués aconseguir, inclòs amb la banda de Boyd Senter a Denver. Després de suspendre tres de cada cinc classes, va deixar els estudis per seguir una carrera musical. Va estudiar el sistema Schillinger amb Joseph Schillinger, sota la tutela del qual va compondre el que va esdevenir el seu tema principal, "Moonlight Serenade". El 1926, Miller va fer una gira amb diversos grups, aconseguint un bon lloc al grup de Ben Pollack a Los Angeles. També va tocar per a Victor Young, cosa que li va permetre ser tutoritzat per altres músics professionals. Al principi era el principal solista de trombó de la banda. Però quan Jack Teagarden es va unir a la banda de Pollack el 1928, Miller va trobar que els seus solos es tallaven dràsticament. Es va adonar que el seu futur consistia en l'arranjament i la composició.
Va fer publicar un cançoner a Chicago el 1928 titulat Glenn Miller's 125 Jazz Breaks for Trombone pels Melrose Brothers. Durant el temps que va passar amb Pollack, va escriure diversos arranjaments. Va escriure la seva primera composició, "Room 1411", amb Benny Goodman, i Brunswick Records la va publicar com a 78 sota el nom de "Benny Goodman's Boys".
El 1928, quan la banda va arribar a la ciutat de Nova York, va enviar i es va casar amb la seva estimada universitària, Helen Burger. Va ser membre de l'orquestra de Red Nichols el 1930 i, a causa de Nichols, va tocar a les pit bands de dos espectacles de Broadway, Strike Up the Band i Girl Crazy. La banda incloïa Benny Goodman i Gene Krupa.
A finals dels anys vint i principis dels trenta, Miller va treballar com a trombonista independent en diverses bandes. El 21 de març de 1928, a una sessió a Victor Records va tocar al costat de Tommy Dorsey, Benny Goodman i Joe Venuti a l'All-Star Orchestra dirigida per Nat Shilkret. Va organitzar i tocar trombó en diverses sessions significatives de Dorsey Brothers per a OKeh Records, incloent "The Spell of the Blues", "Let's Do It", i "My Kinda Love", totes amb Bing Crosby a la veu. El 14 de novembre de 1929, el vocalista Red McKenzie va contractar a Miller per tocar en dos discos: "Hello, Lola" i "If I Could Be With You One Hour Tonight"Al costat de Miller hi havia el saxofonista Coleman Hawkins, el clarinetista Pee Wee Russell, el guitarrista Eddie Condon i el bateria Gene Krupa.
A principis de mitjans de la dècada de 1930, Miller va treballar com a trombonista, arranjador i compositor de The Dorsey Brothers, primer quan formaven un grup d'estudi de Brunswick i quan van formar una desafortunada orquestra. Miller va compondre les cançons songs "Annie's Cousin Fanny", "Dese Dem Dose", "Harlem Chapel Chimes", i "Tomorrow's Another Day" per la Dorsey Brothers Band el 1934 i el 1935. El 1935, va reunir una orquestra americana per al líder del grup britànic Ray Noble, desenvolupant l'arranjament del clarinet principal sobre quatre saxòfons que es van convertir en una característica de la seva big band. Entre els membres de la banda Noble hi havia Claude Thornhill, Bud Freeman, i Charlie Spivak.
Miller va fer la seva primera aparició al cinema a The Big Broadcast of 1936 com a membre de la Ray Noble Orchestra interpretant "Why Stars Come Out at Night". La pel·lícula incloïa actuacions de Dorothy Dandridge i the Nicholas Brothers, que tornarien a aparèixer amb Miller en dues pel·lícules per la Twentieth Century Fox el 1941 i el 1942.
El 1937, Miller va compilar diversos arranjaments i va formar la seva primera banda. Després de no distingir-se de les moltes bandes de l'època, es va trencar després del seu últim espectacle al Ritz Ballroom de Bridgeport, Connecticut, el 2 de gener de 1938.
Benny Goodman va dir el 1976:
"A finals de 1937, abans que la seva banda es popularitzés, tots dos tocàvem a Dallas. Glenn estava força abatut i em va venir a veure. Va preguntar: "Què fas? Com ho fas?" Vaig dir: "No ho sé, Glenn. Només et quedes amb això."

## L'èxit entre 1938 i 1942

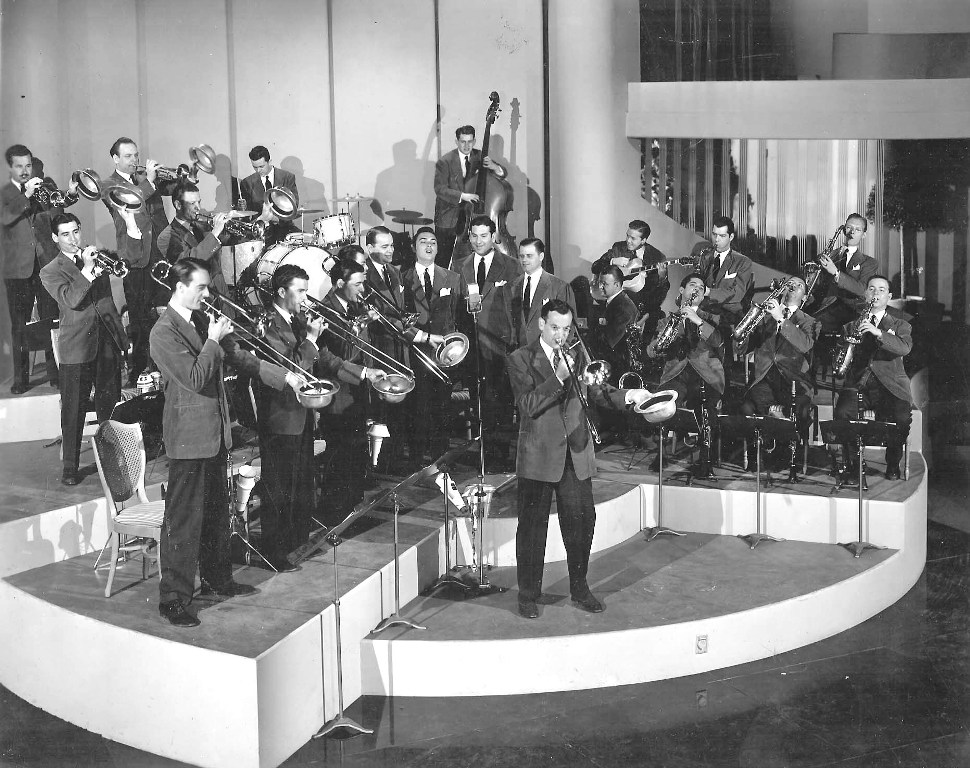
La Glenn Miller Orchestra

Desanimat, Miller va tornar a Nova York. Es va adonar que necessitava desenvolupar un so únic i va decidir fer que el clarinet toqués una línia melòdica amb un saxo tenor que agafés la mateixa nota, mentre que altres tres saxòfons s'harmonitzaven en una sola octava. George T. Simon va descobrir un saxofonista anomenat Wilbur Schwartz per Glenn Miller. Miller va contractar Schwartz, però el va fer tocar el clarinet principal. Segons Simon, "el to i la manera de tocar de Willie proporcionaven una plenitud i una riquesa tan distintives que cap dels imitadors de Miller posteriors va poder reproduir amb precisió el so Miller" Amb aquesta nova combinació de so, Glenn Miller va trobar la manera de diferenciar l'estil de la seva banda de l'estil de moltes bandes que existien a finals dels anys trenta. Miller va parlar del seu estil al número de maig de 1939 de la revista Metronome: "Notareu que algunes bandes fan servir el mateix truc en cada introducció; d'altres repeteixen la mateixa frase musical com una modulació en una veu ... Tenim la sort que el nostre estil no ens limita a introduccions, modulacions, estereotipades, primers cors, finals o fins i tot ritmes de truc. El cinquè saxo, tocant clarinet la major part del temps, us permet saber de quina banda escolteu. I això és tot el que hi ha ".

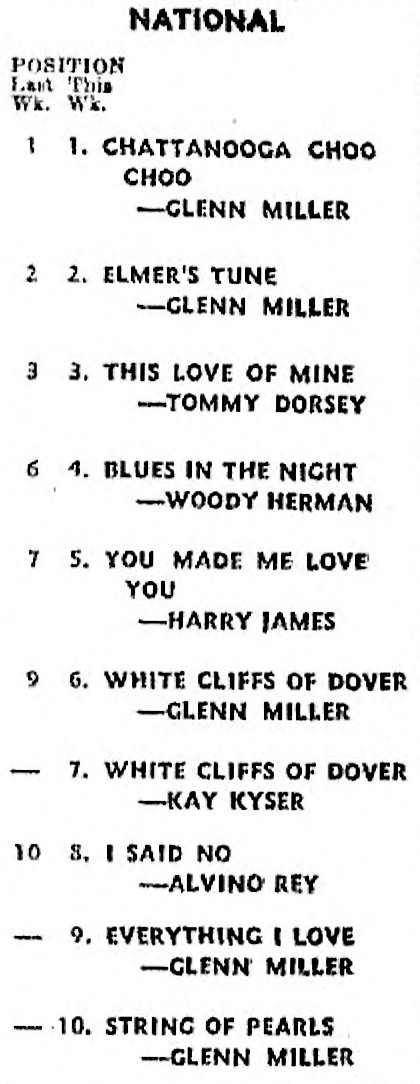
La Billboard Top Ten del 24 de gener de 1942

### Bluebird Records i Glen Island Casino
El setembre de 1938 la Miller band va començar a gravar per Bluebird, una filial de RCA Victor. Cy Shribman, un destacat home de negocis de la costa est, va finançar la banda. A la primavera del 1939, la fortuna de la banda va millorar amb una cita al Meadowbrook Ballroom de Cedar Grove, Nova Jersey, i de manera més espectacular al Glen Island Casino de New Rochelle, Nova York. Segons l'autor Gunther Schuller, l'actuació de Glen Island va atreure "una xifra rècord de 1800 persones la nit d'estrena..." La popularitat de la banda va créixer. El 1939 la revista Time va assenyalar: "Dels dotze a 24 discos de cadascun dels 300.000 discos americans actuals, de dos a sis solen ser Glenn Miller". El 1940, la versió de la banda de "Tuxedo Junction" va vendre 115.000 còpies la primera setmana. L'èxit de Miller el 1939 va culminar amb una aparició al Carnegie Hall el 6 d'octubre, amb Paul Whiteman, Benny Goodman i Fred Waring també al programa.

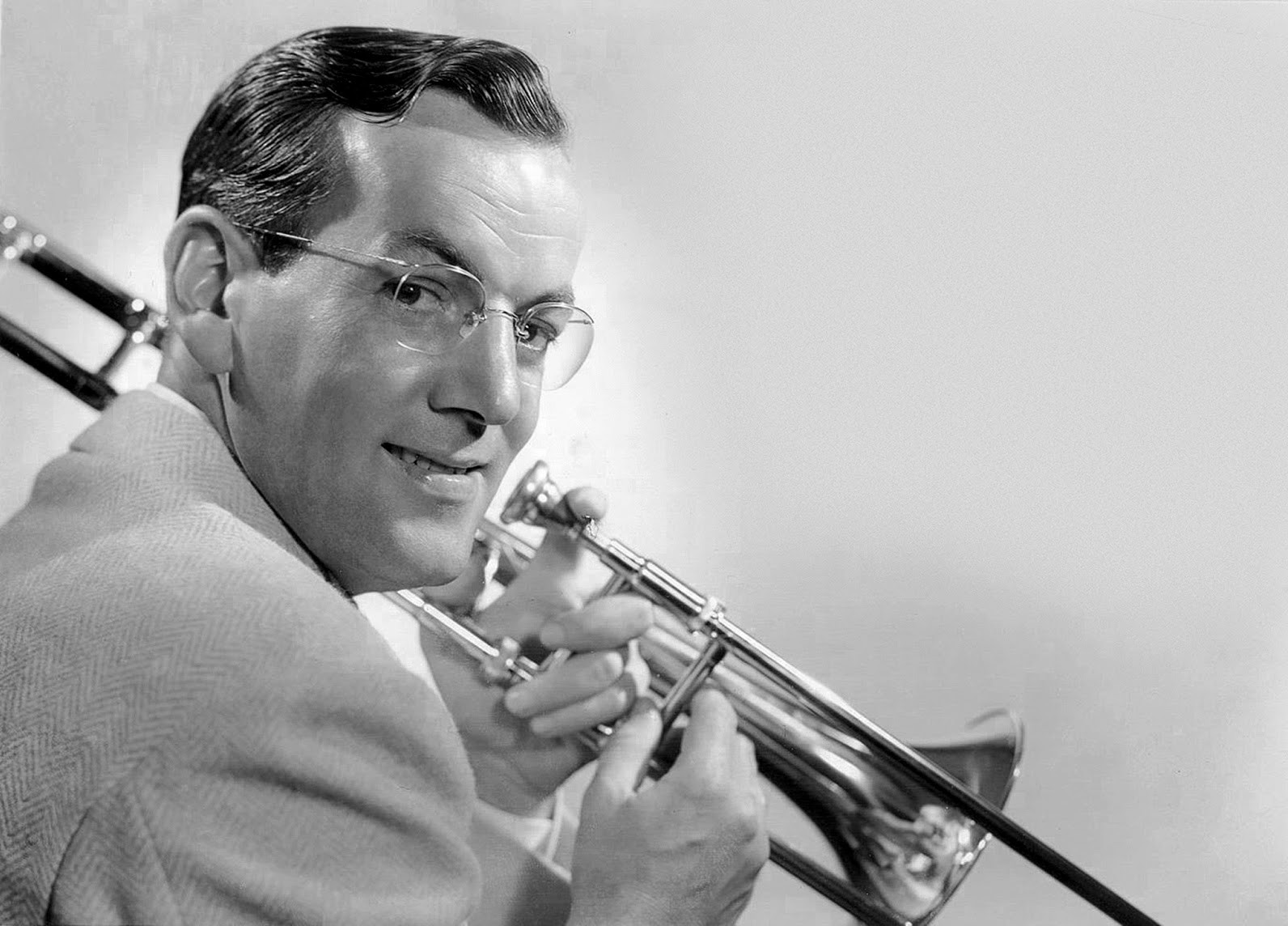
Glenn Miller al Billboard magazine, 16 de maig de 1942

Des de desembre de 1939 fins a setembre de 1942, la banda de Miller va actuar tres vegades a la setmana durant una emissió d'un quart d'hora per a cigarrets Chesterfield a la ràdio CBS durant les primeres 13 setmanes amb les Andrews Sisters i després pel seu compte. El 10 de febrer de 1942, RCA Victor va atorgar a Miller el primer disc d'or per "Chattanooga Choo-Choo". L'orquestra Miller va interpretar "Chattanooga Choo Choo" amb els seus cantants Gordon "Tex" Beneke, Paula Kelly i the Modernaires. Altres cantants d'aquesta orquestra van incloure a Marion Hutton, Skip Nelson, Ray Eberle i (en menor mesura) Kay Starr, Ernie Caceres, Dorothy Claire i Jack Lathrop. Pat Friday va cantar amb la banda Miller en les seves dues pel·lícules, Sun Valley Serenade i Orchestra Wives, amb Lynn Bari sincronitzant els llavis.

### Cinema
Miller i la seva banda van aparèixer en dues pel·lícules de la Twentieth Century Fox. A Sun Valley Serenade (1941) van ser membres importants del repartiment, que també va comptar amb l'humorista Milton Berle, i Dorothy Dandridge amb els Nicholas Brothers en el número show-stopping "Chattanooga Choo Choo". La Miller band va tornar a Hollywood per rodar Orchestra Wives (1942),amb Jackie Gleason interpretant un paper com el baixista del grup, Ben Beck. Miller tenia una malaltia que feia que el riure fos extremadament dolorós. Com que Gleason era còmic, Miller va tenir dificultats per veure'l més d'una vegada, perquè Miller començaria a riure. Tot i que es va contractar per fer una tercera pel·lícula per a la Fox, Blind Date, Miller va entrar a l'exèrcit dels Estats Units, i aquesta pel·lícula mai es va estrenar.

## Reacció de la crítica
El 2004, el baixista de l'orquestra Miller, Trigger Alpert, va explicar l'èxit de la banda: "Miller tenia el pols de la música d'Amèrica ... Sabia què agradaria als oients." Tot i que Miller era popular, molts crítics de jazz tenien recels. Creien que els infinits assajos de la banda —i, segons la crítica Amy Lee a la revista Metronome, el «joc perfecte per a lletres» - eliminaven el sentiment de les seves actuacions. També van considerar que la marca de swing de Miller va canviar la música popular del jazz calent de Benny Goodman i Count Basie a instruments comercials de novetat i números vocals. Després de la mort de Miller, l'estat de Miller va mantenir una postura antipàtica envers els crítics que van ridiculitzar la banda durant la seva vida.
Miller va ser criticat sovint per ser massa comercial. La seva resposta va ser: "No vull una banda de jazz." Molts crítics de jazz modern tenen una antipatia similar. El 1997, en un lloc web administrat per la revista JazzTimes, Doug Ramsey el considera sobrevalorat. "Miller va descobrir una fórmula popular a partir de la qual permetia poca sortida. Una proporció desmesurada de nostàlgia i substància manté viva la seva música."
La direcció de Miller de la seva banda també ha estat citada per esmorteir els ànims dels seus músics. A alguns membres de la banda no els va agradar la seva insistència en una aparença ordenada i una estreta disciplina a l'escenari. Va portar aquesta filosofia a la seva banda de la Força Aèria de l'Exèrcit durant la Segona Guerra Mundial.
Els crítics de jazz Gunther Schuller (1991), Gary Giddins (2004) i Gene Lees (2007) han defensat Miller de la crítica. En un article escrit per a la revista The New Yorker el 2004, Giddins va dir que aquests crítics van equivocar-se en denigrar la música de Miller i que l'opinió popular de l'època hauria de tenir més influència. "Miller exsudava poca calidesa dins o fora del quiosc, però un cop la banda va abordar el seu tema, el públic es va acabar per: gola agafada, ulls suavitzats. Pot coincidir qualsevol altre disc amb" Moonlight Serenade "per la seva capacitat d'induir un esclavista pavlovià molts durant tant de temps? " Schuller, assenyala, "[El so Miller] va ser tanmateix molt especial i capaç de penetrar en la nostra consciència col·lectiva que pocs altres sons tenen ... " El compara amb el "Gagaku japonès [i] la música hindú" per la seva puresa. Schuller i Giddins no adopten enfocaments completament acrítics de Miller. Schuller diu que la "vocalització formosa i sense sexe de Ray Eberle va arrossegar moltes actuacions d'una altra manera acceptable". Però Schuller assenyala: "Quantes ambicions musicals i financeres [de Miller] l'haurien pogut portar ha de romandre per sempre suposat conjectural. Que hagués estat significatiu, siguin quines siguin les formes que hagués pres, no és improbable."

## Reacció dels companys músics
Louis Armstrong va pensar prou en Miller per portar les seves gravacions, traslladat a rodets de cinta de set polzades quan va anar de gira. "A [Armstrong] li agradaven els músics que apreciaven la melodia i les seves seleccions van des de Glenn Miller fins a Jelly Roll Mortoni Tchaikovsky." El quintet del pianista de jazz George Shearing dels anys cinquanta i seixanta va ser influït per Miller: "amb el piano de mans tancades de Shearing (influït per la veu de la secció de saxos de Miller) al centre [de les harmonies del quintet]". Frank Sinatra i Mel Tormé van tenir molt en compte l'orquestra. Tormé va acreditar a Miller per haver-li donat consells útils quan va començar la seva carrera de cant i escriptor de cançons als anys quaranta. Tormé va conèixer Glenn Miller el 1942, la trobada facilitada pel pare de Tormé i Ben Pollack. Tormé i Miller van discutir sobre "That Old Black Magic", que acabava de sortir com una nova cançó de Johnny Mercer i Harold Arlen. Miller va dir a Tormé que recollís totes les cançons de Mercer i que l'estudiés i que es convertís en un lector voraç de tot allò que pogués trobar, perquè "tots els bons escriptors lírics són grans lectors"
En una entrevista amb George T. Simon el 1948, Sinatra va lamentar la qualitat inferior de la música que estava enregistrant a finals dels anys quaranta, en comparació amb allò que feia Miller" vuit anys abans. Les sessions de gravació de Frank Sinatra de finals dels anys quaranta i principis dels cinquanta utilitzen alguns músics de Miller. Trigger Alpert, baixista de la banda civil, Zeke Zarchy per a la banda de les forces aèries de l'exèrcit i Willie Schwartz, clarinetista principal de la banda civil, fan còpia de seguretat de Frank Sinatra en molts enregistraments.
Amb opinió contrària, el company de cap Artie Shaw amb freqüència va menysprear la banda després de la mort de Miller: "Tot el que puc dir és que Glenn hauria d'haver viscut i "Chattanooga Choo Choo" hauria d'haver mort". El clarinetista Buddy DeFranco va sorprendre a molta gent quan va dirigir la Glenn Miller Orchertra a finals dels anys seixanta i principis dels setanta. De Franco ja era un veterà de grups com Gene Krupa i Tommy Dorsey als anys quaranta. També va ser un important exponent del jazz modern als anys cinquanta. Mai va veure a Miller dirigir una banda de jazz swinging, però DeFranco és extremadament aficionat a certs aspectes de l'estil Glenn Miller. "Vaig trobar que quan vaig obrir amb el so de 'Moonlight Serenade', podia mirar al meu voltant i veure homes i dones plorant mentre la música els portava a anys enrere." De Franco diu, "la bellesa de les balades de Glenn Miller […] va provocar que la gent ballés junts."

## La Army Air Forces Band: 1942–1944

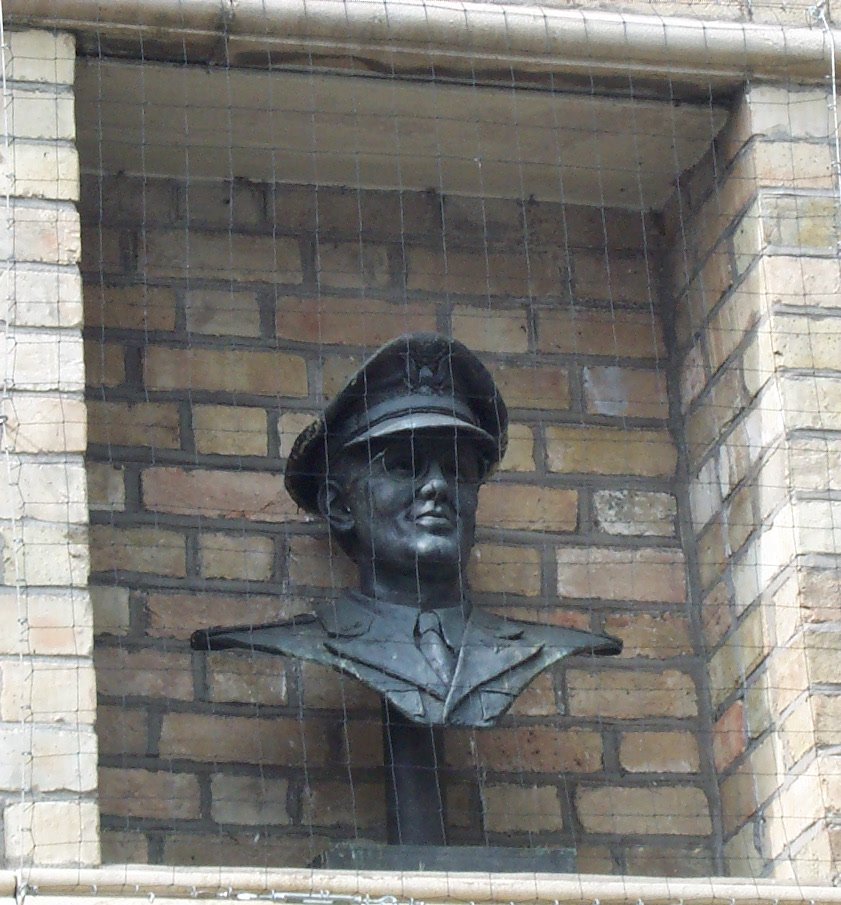
Bust fora del Corn Exchange a Bedford, Anglaterra, on Miller va tocar durant la Segona Guerra Mundial.

El 1942, en el moment més àlgid de la seva carrera civil, Miller va decidir unir-se a l'esforç bèl·lic, abandonant uns ingressos de 15.000 a 20.000 dòlars per setmana en la vida civil (de 236.289 a 315.052 dòlars el 2020), inclosa una llar a Tenafly, New Jersey. Als 38 anys, Miller era massa vell per ser reclutat i va ser voluntari per primera vegada a la Marina, però se li va dir que no necessitaven els seus serveis. Llavors Miller va escriure al general de brigada de l'exèrcit Charles Young. Va convèncer l'exèrcit dels Estats Units perquè l'acceptés per poder, segons les seves pròpies paraules, "ser posat al capdavant d'una banda modernitzada de l'exèrcit". Després de ser acceptat a l'exèrcit, la banda civil de Miller va tocar el seu últim concert a Passaic, Nova Jersey, el 27 de setembre de 1942, amb l'última cançó que va tocar la banda civil Miller "Jukebox Saturday Night", amb una aparició de Harry James a la trompeta. La seva intenció patriòtica d'entretenir a les Forces Aliades amb la fusió de virtuosisme i ritmes de ball en la seva música li va valer el rang de capità i aviat va ser ascendit a major a l'agost de 1944.
Miller va informar a Omaha el 8 d'octubre de 1942 al Comandament del Setè Servei com a capità del Cos d'Especialistes de l'Exèrcit. Miller va ser aviat transferit a les Forces Aèries de l' Exèrcit. El capità Glenn Miller va servir inicialment com a ajudant de serveis especials del Centre d'Estudis del Sud-est de les Forces Aèries de l'Exèrcit a Maxwell Field, Montgomery, Alabama, el desembre de 1942. Va tocar el trombó amb els Rhythmaires, una banda de ball de 15 peces, a Montgomery. i als clubs de serveis i sales d'esbarjo de Maxwell. Miller també va aparèixer a la ràdio WAPI (Birmingham, Alabama) i WSFA(Montgomery), que promovia les activitats de dones mecàniques d'avions de la funció pública empleades a Maxwell. A Maxwell, Miller va ser ajudat pel saxofonista Gerald "Jerry" Yelverton, un veterà de l'orquestra de preguerra de Miller. Miller, tocant inicialment amb la banda local de Yelverton, va mesurar l'impacte dels seus conceptes modernitzadors a petita escala i va fer de forma ràpida i eficaç les adaptacions que es van utilitzar a la seva famosa 418a banda AAF el 1943 i el 1944.
Miller va formar inicialment una gran banda de música que havia de ser el nucli d'una xarxa d'orquestres de servei. Els seus intents de modernitzar la música militar es van trobar amb certa resistència dels oficials de carrera amb tradició, però la fama de Miller i el suport d'altres líders superiors li van permetre continuar. Per exemple, l'arranjament de Miller de "St. Louis Blues March", va combinar blues i jazz amb la tradicional marxa militar. L'emissió setmanal de ràdio de Miller "I Sustain the Wings", per a la qual va coescriure el tema homònim, es va traslladar de New Haven a la ciutat de Nova York i va ser molt popular. Això va conduir al permís de Miller per formar la seva banda de l'exèrcit de la força aèria de 50 peces i portar-la a Anglaterra l'estiu de 1944, on va realitzar 800 actuacions. Mentre estava a Anglaterra, ara el major Miller va gravar una sèrie de discos als estudis Abbey Road, propietat d'EMI. Els enregistraments que la banda AAF va fer el 1944 a Abbey Road eren transmissions propagandístiques per a l'Office of War Information. Johnny Desmond canta moltes cançons en alemany i Glenn Miller parla en alemany sobre l'esforç bèl·lic. Abans de la desaparició de Miller, la seva música era utilitzada perl'emissió de ràdio AFN de la Segona Guerra Mundial per a l'entreteniment i la moral, així com per a la contra propaganda, per denunciar l'opressió feixista a Europa. Entre les seves emissions es van incloure petits jocs que van dramatitzar les Quatre Llibertats promulgat per l'Administració Roosevelt, que resumeix els objectius oficials dels aliats; equiparaven la música americana amb la lliure expressió i la cultura americana. Miller va afirmar una vegada a la ràdio: "Amèrica significa llibertat i no hi ha una expressió de llibertat tan sincera com la música."
També hi havia les cançons enregistrades per l'Orquestra AAF dirigides per Miller amb la cantant nord-americana Dinah Shore. Aquests es van fer als estudis Abbey Road i van ser les últimes cançons gravades per la banda mentre estava dirigida per Miller. Van ser emmagatzemats amb HMV / EMI durant 50 anys, no publicats fins que els seus drets d'autor europeus van expirar el songs made by the band while being led by Miller. They were stored with HMV/EMI for 50 years, not released until their European copyright expired in 1994. En resumir la carrera militar de Miller, el general Jimmy Doolittle va dir: "al costat d'una carta de casa, aquesta organització era la el millor constructor de moral al Teatre Europeu d'Operacions. "
Durant un temps, Miller va treballar amb l'actor David Niven, un tinent coronel de l'exèrcit britànic, assignat a treballar amb el servei de ràdio creat pel SHAEF i la BBC per entretenir i informar les tropes nord-americanes, britàniques i canadenques.
Durant l'estada de Miller a Anglaterra, ell i la seva banda tenien la seu a una oficina de la BBC Radio al número 25 de Sloane Court a Londres. Una bomba va aterrar a tres illes de distància, animant Miller a traslladar-se a Bedford, Anglaterra. L'endemà de marxar de Londres, una bomba volant V-1 va enderrocar la seva antiga oficina i va matar almenys 70 dels seus antics companys d'oficina.

## Desaparició

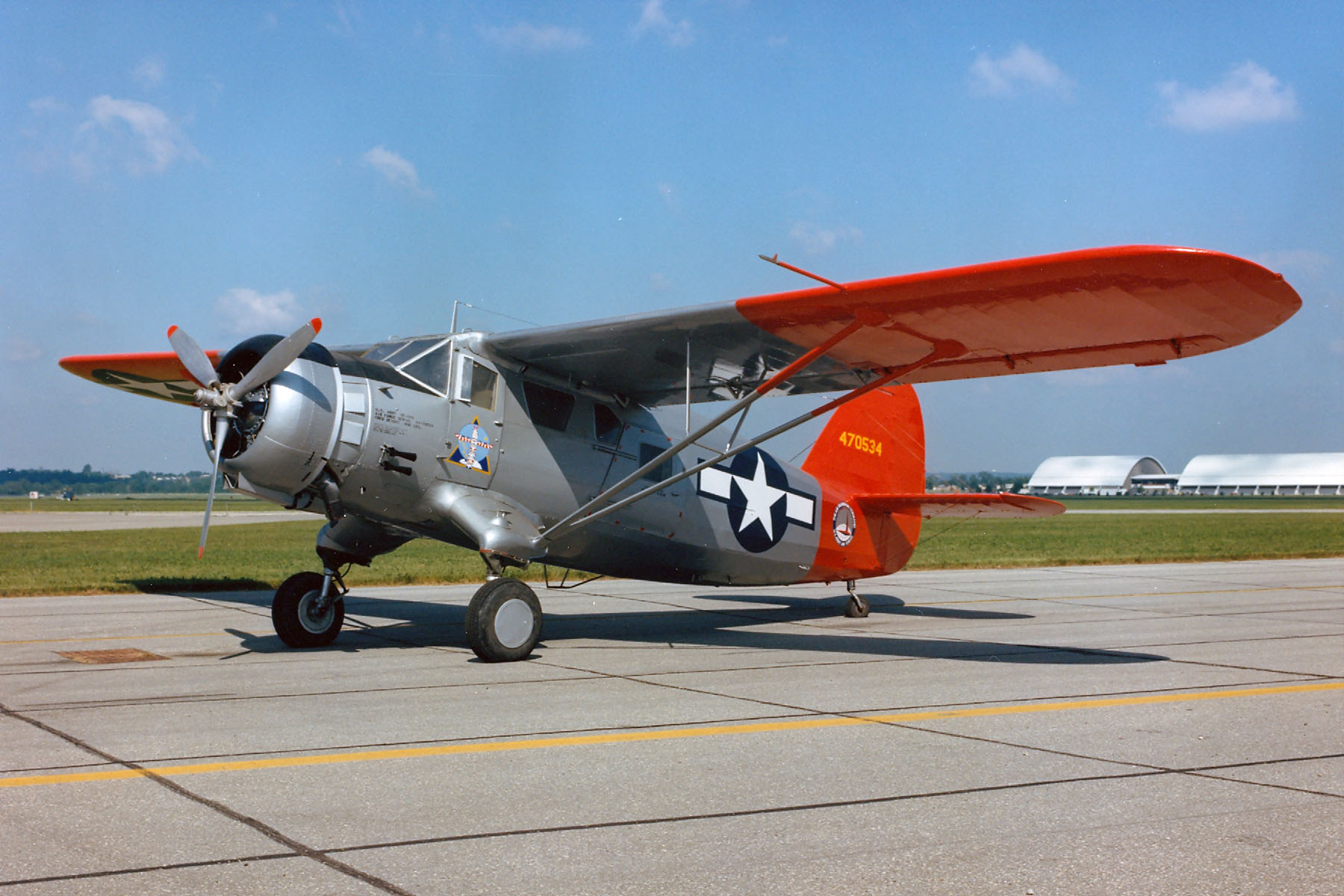
UC-64 de la U.S. Army Air Force

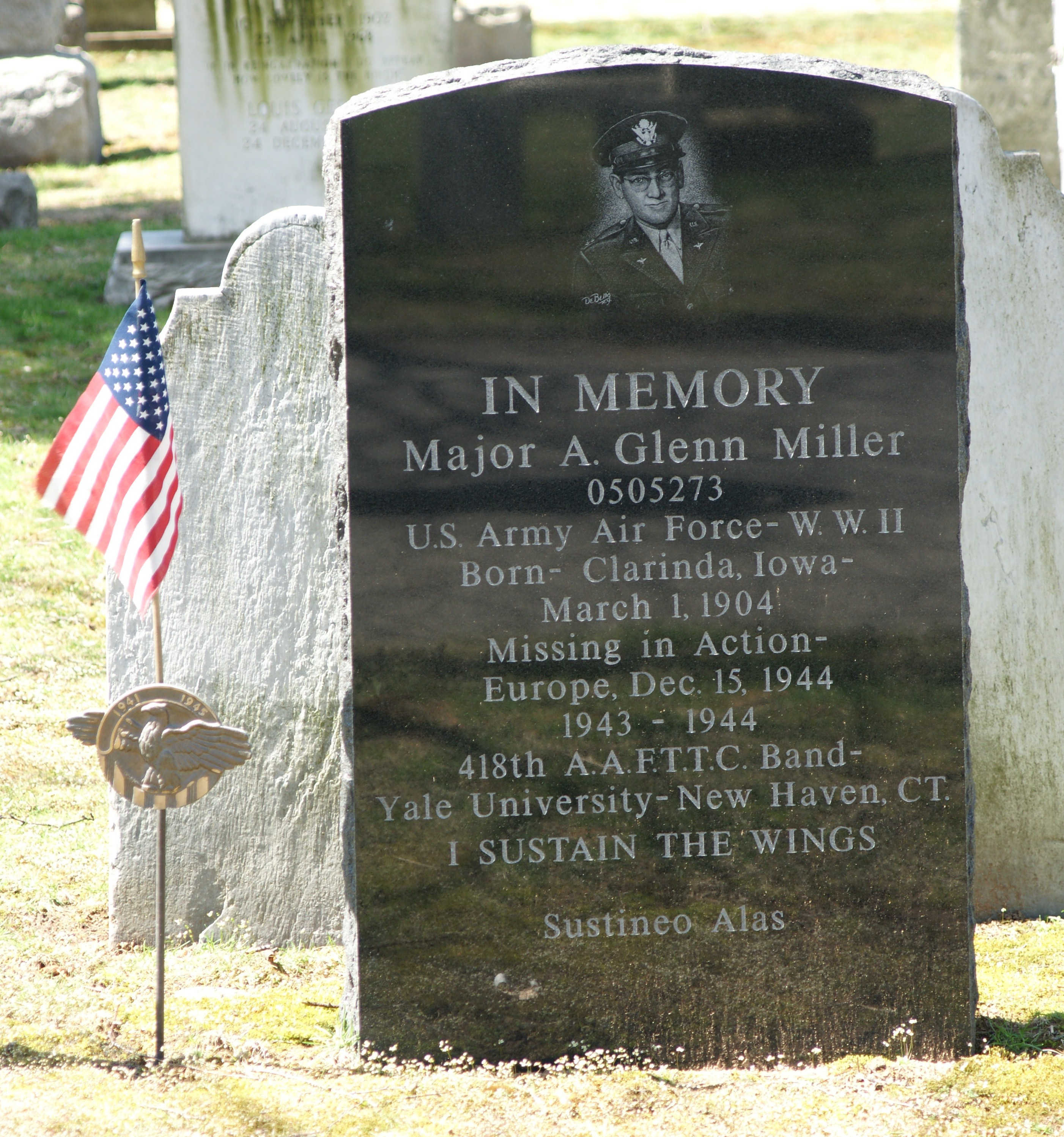
Monument al cementiri de Grove Street, New Haven, Connecticut

Miller havia de volar de la ciutat de Bedford al Regne Unit a París el 15 de desembre de 1944 per fer gestions per traslladar-hi tota la seva banda en un futur proper. El seu avió, un monomotor UC-64 Norseman, va sortir des de RAF Twinwood Farm a Clapham, als afores de Bedford, i va desaparèixer mentre sobrevolava el Canal de la Mànega. A l'avió hi havia dos altres oficials militars dels Estats Units, el tinent coronel Norman Baessell i el pilot, John Morgan. Miller va passar l'última nit abans de la seva desaparició a Milton Ernest Hall, prop de Bedford. La desaparició de Miller no es va fer pública fins al 24 de desembre de 1944, quan l'Associated Press va anunciar que Miller no dirigiria la transmissió programada per la BBC "AEF Christmas Show" l'endemà; el subdirector de la banda Tech. Sgt. Jerry Gray (3 de juliol de 1915 - 10 d'agost de 1976) va substituir Miller.
Miller va deixar enrere la seva dona i els seus dos fills adoptats. Se li va concedir a títol pòstum l'Estrella de Bronze, presentada a la seva dona, Helen, en una cerimònia celebrada el 24 de març de 1945.

### Teories de la conspiració
S'han promulgat múltiples teories conspiratives no fonamentades sobre la mort de Miller. Entre ells, el van assassinar després que Dwight D. Eisenhower l'enviés a una missió secreta per negociar un acord de pau amb l'Alemanya nazi, que va morir d'un atac de cor en un prostíbul després d'arribar a París i que el seu avió va ser colpejat per bombes sent abandonat pels bombarders aliats que tornaven d'una missió avortada a Alemanya. L'escenari més probable va ser que el C-64 Norseman de Miller va volar en temps fred i va experimentar un gel del carburador, cosa que va provocar que l'aeronau perdés energia i caigués a l'aigua freda. Qualsevol supervivent hauria mort d'hipotèrmia en un termini de 20 minuts.
El 2019 es va informar que TIGHAR investigaria la desaparició de Miller.

## Llegat de la banda civil
El testament de Miller va autoritzar una banda fantasma oficial de Glenn Miller el 1946. Aquesta banda estava dirigida per Tex Beneke, antic saxofonista tenor i cantant de la banda civil. Tenia una estructura similar a la banda de les forces aèries de l'exèrcit: incloïa una gran secció de corda i, almenys inicialment, aproximadament dos terços dels músics eren exalumnes de les orquestres civils o AAF. El debut públic oficial de l'orquestra va ser al Capitol Theatre de Broadway, on es va obrir durant tres setmanes el 24 de gener de 1946. El futur compositor de televisió i cinema Henry Mancini va ser el pianista de la banda i un dels arranjadors. Aquesta banda va tocar a un públic molt nombrós arreu dels Estats Units, incloent algunes dates al Hollywood Palladium el 1947, on la banda original de Miller va tocar el 1941. En un lloc web sobre la història del Hollywood Palladium, Va assenyalar "[fins i tot] a mesura que l'era de les big band es va esvair, el concert de l'Orquestra Tex Beneke i Glenn Miller al Palladium va donar lloc a una multitud rècord de 6.750 balladors". El 1949, l'economia va dictar que es retirés la secció de cordes. Aquesta banda va gravar per a RCA Victor, tal com va fer la banda original de Miller. Beneke lluitava amb la manera d'ampliar el so Miller i també com aconseguir l'èxit amb el seu propi nom. El que va començar com l '"Orquestra Glenn Miller sota la direcció de Tex Beneke" finalment es va convertir en "L'Orquestra Tex Beneke". El 1950, Beneke i la Miller es van separar. La ruptura va ser agre i Beneke no figura actualment a la llista Miller com a antic líder de l'orquestra Glenn Miller, encara que el seu paper ha estat reconegut més recentment al lloc web de l'orquestra.
Quan Glenn Miller era viu, molts caps de banda com Bob Chester imitaven el seu estil. A principis de la dècada de 1950, diverses bandes tornaven a copiar l'estil Miller amb clarinets dirigint i trompetes apagades, especialment Ralph Flanagan, Jerry Gray, i Ray Anthony. Això, unit a l'èxit de The Glenn Miller Story (1953), va portar l'herència Miller a demanar a Ray McKinley que dirigís una nova banda homenatge. Aquesta banda de 1956 és la versió original de la banda homenatge actual que encara gira pels Estats Units. Actualment, l'orquestra oficial de Glenn Miller per als Estats Units està sota la direcció de Nick Hilscher. L'Orquestra Glenn Miller oficialment sancionada per al Regne Unit ha realitzat gires i enregistraments sota el lideratge de Ray McVay. L'Orquestra oficial Glenn Miller per a Europa és dirigida per Wil Salden des del. L'Orquestra Oficial Glenn Miller per a Escandinàvia és dirigida per Jan Slottenäs des del 2010.

## Llegat de la Army Air Force band
A mitjans dels anys quaranta, després de la desaparició de Miller, la banda de la Força Aèria de l'Exèrcit dirigida per Miller va ser clausurada i enviada de tornada als Estats Units. "El cap del teatre europeu va demanar al suboficial Harold Lindsay" Lin "Arison que reunís una altra banda per substituir-la, i va ser llavors quan es va formar el 314". Segons el cantant Tony Bennett que va cantar amb ell mentre estava al servei, el 314 va ser el successor immediat de l'orquestra AAF dirigida per Glenn Miller. El llegat a llarg termini de la Glenn Miller Army Air Force Band ha continuat amb the Airmen of Note, una banda de la the United States Air Force Band. Aquesta banda es va crear el 1950 a partir de grups més petits de la Base Aèria de Bollinga Washington, DC, i continua tocant música jazz per a la comunitat de la Força Aèria i el públic en general. El llegat també continua a través de la banda de les Forces Aèries dels Estats Units a Europa, estacionada a la base aèria de Ramstein, Alemanya. Avui en dia, la majoria de branques de l'exèrcit nord-americà, a més de grups de concerts i desfilades, tenen orquestres de jazz, combos i fins i tot grups que toquen rock, country i bluegrass. Tot el que es pot rastrejar a la banda original de la Força Aèria de l'exèrcit de Miller.

## Esdeveniments pòstums
Els festivals anuals que celebren el llegat de Glenn Miller se celebren a dues de les ciutats més relacionades amb la seva joventut.
Des de 1975, la Glenn Miller Birthplace Society celebra el seu festival anual Glenn Miller a Clarinda, Iowa. Els aspectes més destacats del festival inclouen actuacions de la Glenn Miller Orchestra oficial sota la direcció de Nick Hilscher, així com de nombrosos músics de jazz, visites a la casa restaurada de Miller i al nou Museu de la Casa de naixement de Glenn Miller, mostres històriques de l'Arxiu Glenn Miller de la Universitat de Colorado, conferències i presentacions sobre la vida de Miller i un concurs de beques per a joves músics de clàssica i jazz.

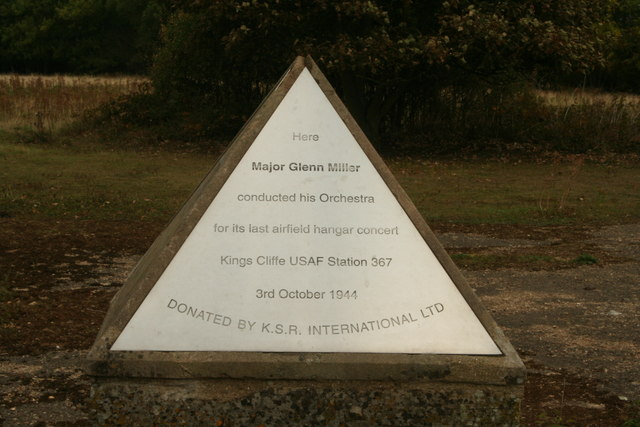
Monument a Glenn Miller a RAF Kingscliffe

Des de 1996, cada estiu, la ciutat de Fort Morgan, Colorado, ha acollit un esdeveniment públic anomenat Glenn Miller SwingFest. Miller es va graduar a l'escola secundària Fort Morgan, on va jugar a futbol americà i va formar la seva pròpia banda amb els companys de classe. Els esdeveniments inclouen actuacions musicals i ball de swing, pícnics comunitaris, conferències i recaptació de fons per a beques per assistir a The School for the Performing Arts, un programa de dansa sense ànim de lucre, veu, piano, percussions, guitarra, violí i estudi de teatre a Fort Morgan. Cada any, prop de 2.000 persones assisteixen a aquest festival d'estiu, que serveix per introduir a les generacions més joves la música que va fer famosa Miller, així com l'estil de ball i vestit popular a l'època de les big band.
La vídua de Glenn Miller, Helen, va morir el 1966. Herb Miller, germà de Glenn Miller, va dirigir la seva pròpia banda als Estats Units i Anglaterra fins a finals dels anys vuitanta. El 1989, la filla adoptiva de Glenn Miller va comprar la casa a Clarinda Iowa, on va néixer Miller, i es va crear la Glenn Miller Foundation per supervisar la seva restauració; ara forma part del Glenn Miller Birthplace Museum. El 1953, Universal-International pictures va estrenar The Glenn Miller Story, protagonitzada per James Stewart; Ray Eberle, Marion Hutton i Tex Beneke no hi apareixen ni s'hi fa referència. El 1957, es va completar un nou edifici d'estudiants Union al Campus Boulder i el nou Ballroom es va anomenar "The Glenn Miller Ballroom". El 1996, el servei postal dels EUA va emetre un segell postal Glenn Miller.
Als Estats Units i Anglaterra, hi ha alguns arxius dedicats a Glenn Miller. La Universitat de Colorado, Boulder, disposa d'un extens Arxiu Glenn Miller que no només conserva molts enregistraments, discos d'or i altres objectes memorables de Miller, sinó que també està obert a la investigació acadèmica i al públic en general.Aquest arxiu, format per Alan Cass, inclou el manuscrit original de la cançó temàtica de Miller, "Moonlight Serenade", entre altres elements d'interès. El 2002, el museu Glenn Miller es va obrir al públic a l'antiga RAF Twinwood Farm, a Clapham, Bedfordshire, Anglaterra. El cognom de Miller resideix al "Mur dels Desapareguts" al Cementiri i Memorial americà de Cambridge. Hi ha una parcel·la funerària i una làpida per al major Glenn Miller al cementiri nacional d'Arlington, als afores de Washington, DC. També es va col·locar una pedra monumental al cementiri Grove Street, a New Haven, Connecticut, al costat del campus de la Universitat Yale. Miller va ser guardonat amb una estrella per gravar al passeig de la fama de Hollywood al 6915 Hollywood Boulevard a Hollywood, Califòrnia. La seu de la banda de les forces aèries dels Estats Units a Europa a la base aèria de Ramstein, Alemanya, es diu Glenn Miller Hall.
A més, el 25 de juny de 1999, la Comissió de Carretera Estatal de Nebraska va acordar per unanimitat anomenar la Carretera 97 de Nebraska entre North Platte, on Miller va assistir a l'escola primària, i Tryon, on va viure breument la família Miller, com a Glenn Miller Memorial Highway.

## Arranjaments i composicions
Miller comptava amb una plantilla d'arranjadors que escrivien originals com "String of Pearls" (escrita i arranjada per Jerry Gray) o va agafar originals com "In The Mood" (crèdit d'escriptura atorgat a Joe Garland i arranjat per Eddie Durham) i "Tuxedo Junction" (escrita pel líder de banda Erskine Hawkins i arranjada per Jerry Gray) i les va arreglar perquè la banda Miller les enregistrés o emetés. El personal d'arranjadors de Glenn Miller a la seva banda civil, que s'encarregava de la major part de l'obra, eren Jerry Gray (antic arranjador d'Artie Shaw), Bill Finegan (un antic arranjador de Tommy Dorsey), Billy May i en una mesura molt menor, George Williams,, que va treballar molt breument amb la banda, així com l'arranjador de les Andrews Sisters Vic Schoen
Segons Norman Leyden, "[molts] altres [a més de Leyden] van arranjar Miller per al servei, incloent Jerry Gray, Ralph Wilkinson, Mel Powell i Steve Steck". El 1943, Glenn Miller va escriure Glenn Miller's Method for Orchestral Arranging, publicat per la Mutual Music Society de Nova York, un llibre de cent setze pàgines amb il·lustracions i partitures que explica com va escriure els seus arranjaments musicals.

## Saló de la Fama dels Grammy
Glenn Miller tenia tres enregistraments que es van introduir a títol pòstum al Grammy Hall of Fame, que és un premi especial Grammy establert el 1973 per honrar enregistraments que tinguin almenys 25 anys i tinguin un "significat qualitatiu o històric".
| Glenn Miller: Premis del Grammy Hall of Fame |                         |               |              |               |       |
| Any d'enregistrament                         | Títol                   | Gènere        | Segell       | Any del premi | Notes |
| 1939                                         | "Moonlight Serenade"    | Jazz (single) | RCA Bluebird | 1991          |       |
| 1941                                         | "Chattanooga Choo Choo" | Jazz (single) | RCA Bluebird | 1996          |       |
| 1939                                         | "In the Mood"           | Jazz (single) | RCA Bluebird | 1983          |       |